# Voyah Zhuigang

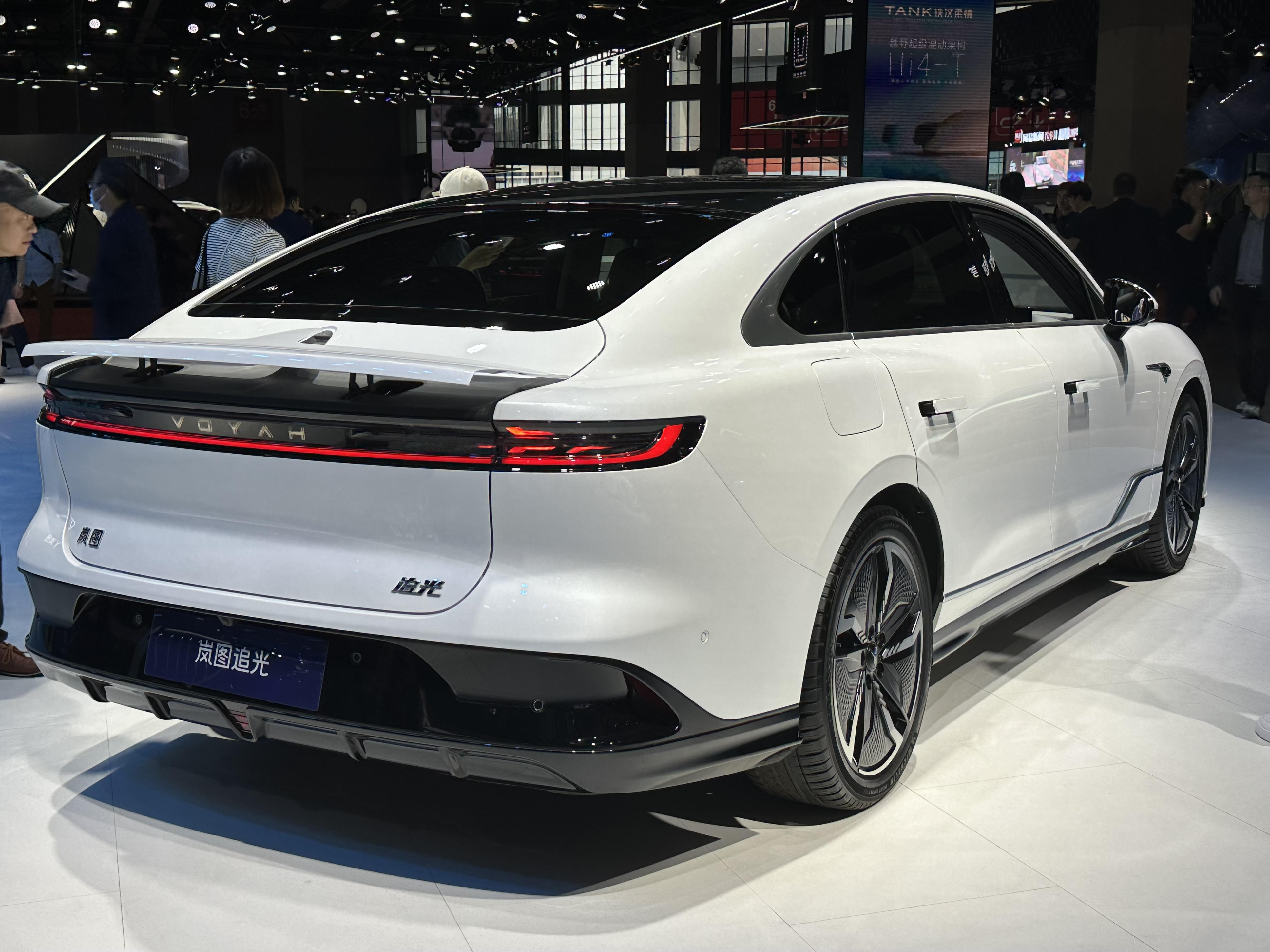
Heckansicht

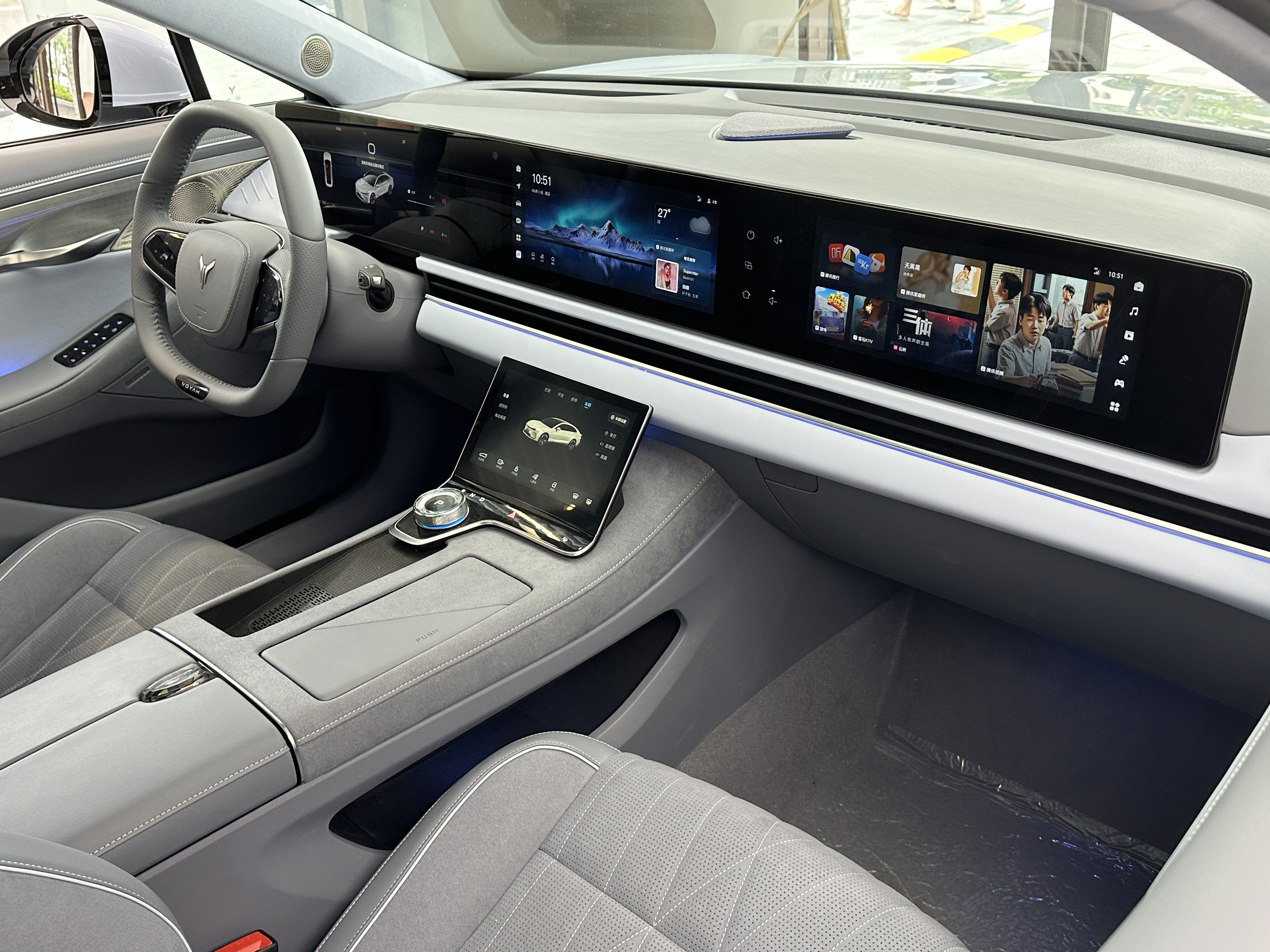
Innenansicht

Der Voyah Zhuigang, auf einigen Märkten auch Voyah Passion genannt, ist eine Limousine der zur chinesischen Dongfeng Motor Company gehörenden Premium-Marke Voyah.

## Geschichte
Am 15. Dezember 2022 präsentierte Voyah nach dem SUV Free und dem Van Dreamer das dritte Modell der Marke. Der Marktstart in China erfolgte während der Shanghai Auto Show im April 2023, Russland folgte einen Monat später.

## Technik
Angeboten wurde das Modell zum Marktstart im April 2023 als reines Elektroauto. Eine Plug-in-Hybrid-Version folgte im Dezember 2023.
In den vollelektrischen Versionen leisten zwei Elektromotoren zusammen 375 kW (510 PS), die von einem 82- oder 109-kWh-Akku gespeist werden. Das Drehmoment beträgt 730 Nm. Die Reichweite der kleineren Variante wird mit 580 km bei einem Stromverbrauch von 14,1 kWh/100 km angegeben. Der größere Akku ermöglicht eine Reichweite von 800 km bei einem Stromverbrauch von 13,6 kWh/100 km. Die Ladeleistung per Gleichstrom beträgt maximal 150 kW, wodurch 80 % in 30 Minuten nachgeladen werden können. Die Beschleunigung von 0 auf 100 km/h erfolgt in 3,8 bzw. 4,2 s, die Höchstgeschwindigkeit liegt bei 210 bzw. 205 km/h. Der cW-Wert wird mit 0,225 angegeben.
Der Plug-in-Hybrid kombiniert einen 1,5-Liter-Ottomotor (100 kW (136 PS)) mit zwei Elektromotoren (130 kW (177 PS) und 160 kW (218 PS)). Die Systemleistung beträgt 390 kW (530 PS), das maximale Drehmoment 810 Nm. Die Beschleunigung von 0 auf 100 km/h wird mit 5,9 s angegeben, die Höchstgeschwindigkeit liegt bei 200 km/h. Der 43 kWh große Akku ermöglicht eine elektrische Reichweite von 262 km nach dem chinesischen Messzyklus CLTC. Zusammen mit dem 51 Liter fassenden Tank erreicht die Limousine eine maximale Reichweite von bis zu 1260 km.
Das Fahrwerk nutzt eine Ein-Kammer-Luftfederung mit adaptiven Dämpfern.
Je zwölf Kameras und Ultraschall- sowie fünf Radarsensoren stehen für Fahrassistenzsysteme zur Verfügung. Im Innenraum finden sich drei je 12,3 Zoll große Displays, die sich über die gesamte Breite des Armaturenbretts erstrecken. Ein weiteres Display in der Mitte steuert die Klimaautomatikfunktionen. Ein fünftes Display befindet sich zwischen den Rücksitzen. Am Heck lässt sich ein Spoiler ausfahren.

## Technische Daten
| Kenngrößen                                  | Zhuigang EV                 | Zhuigang EV                 | Zhuigang PHEV                   |
| ------------------------------------------- | --------------------------- | --------------------------- | ------------------------------- |
| Bauzeitraum                                 | seit 04/2023                | seit 04/2023                | seit 12/2023                    |
| Motorkenndaten                              |                             |                             |                                 |
| Motortyp                                    | 2 Elektromotoren            | 2 Elektromotoren            | 2 Elektromotoren + R4-Ottomotor |
| Hubraum                                     | —                           | —                           | 1476 cm³                        |
| max. Leistung E-Motor vorn                  | 160 kW (218 PS)             | 160 kW (218 PS)             | 130 kW (177 PS)                 |
| max. Leistung E-Motor hinten                | 215 kW (292 PS)             | 215 kW (292 PS)             | 160 kW (218 PS)                 |
| max. Leistung Verbrennungsmotor             | —                           | —                           | 100 kW (136 PS)                 |
| max. Systemleistung                         | 375 kW (510 PS)             | 375 kW (510 PS)             | 390 kW (530 PS)                 |
| max. Drehmoment E-Motor vorn                | 310 Nm                      | 310 Nm                      | k. A.                           |
| max. Drehmoment E-Motor hinten              | 420 Nm                      | 420 Nm                      | k. A.                           |
| max. Drehmoment Verbrennungsmotor           | —                           | —                           | k. A.                           |
| max. Systemdrehmoment                       | 730 Nm                      | 730 Nm                      | 810 Nm                          |
| Kraftübertragung                            |                             |                             |                                 |
| Antrieb                                     | Allradantrieb               | Allradantrieb               | Allradantrieb                   |
| Getriebe                                    | 1-Stufen-Reduktionsgetriebe | 1-Stufen-Reduktionsgetriebe | 1-Stufen-Reduktionsgetriebe     |
| Messwerte                                   |                             |                             |                                 |
| Leergewicht                                 | 2266 kg                     | 2286 kg                     | 2245 kg                         |
| Höchstgeschwindigkeit                       | 210 km/h                    | 205 km/h                    | 200 km/h                        |
| Beschleunigung, 0–100 km/h                  | 3,8 s                       | 4,2 s                       | 5,9 s                           |
| Kraftstoffverbrauch auf 100 km (kombiniert) | —                           | —                           | 0,5 l Super                     |
| Tankinhalt                                  | —                           | —                           | 51 l                            |
| Energieinhalt Lithium-Ionen-Akkumulator     | 82 kWh                      | 109 kWh                     | 43 kWh                          |
| Elektrische Reichweite nach CLTC            | 580 km                      | 730 km                      | 262 km                          |
| Abgasnorm                                   | —                           | —                           | China VI                        |